# George Osborne, 9. Duke of Leeds

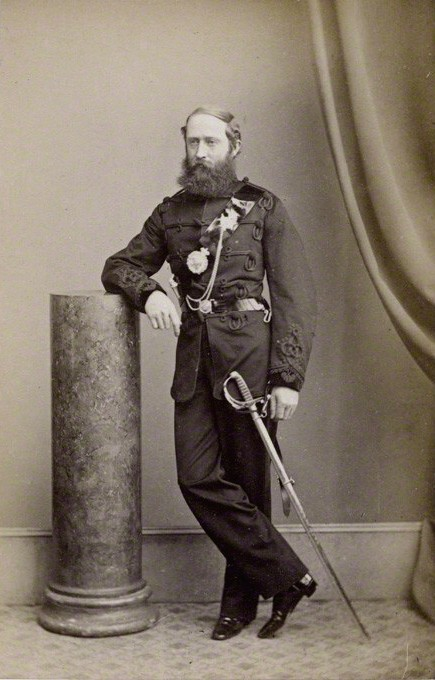
George Godolphin Osborne, 9. Duke of Leeds (ca. 1865)

George Godolphin Osborne, 9. Duke of Leeds (* 11. August 1828 in Paris, Frankreich; † 23. Dezember 1895 in Hornby Castle, Yorkshire, England) war ein britischer Aristokrat (Peer) im Viktorianischen Zeitalter.

## Leben
George Osborne war der älteste Sohn von George Osborne, 8. Duke of Leeds und Lady Harriet Emma Arundel Stewart († 1852), einer nichtehelichen Tochter des britischen Staatsmannes und Diplomaten Granville Leveson-Gower, 1. Earl Granville, und Henrietta Frances Spencer. Osborne hatte noch vier jüngere Schwestern, Susan Georgina (1830–1903), Emma Charlotte (1837–1906), Charlotte (1838–1914) und Blanche (1842–1917), und drei jüngere Brüder, Francis George (1830–1907), D’Arcy (1834–1895) und William (1835–1888).
Osborne heiratete 1824 Frances Georgiana Pitt-Rivers (1836–1896), eine Tochter von George Pitt-Rivers, 4. Baron Rivers. Sie hatten insgesamt neun Kinder: George Frederick († 1861), George (1862–1927), Francis (1864–1924), Albert Edward (1866–1914), Harriet Castalia (1867–1922), Alice Susan (1869–1951), Ada Charlotte (1870–1944), Alexandra Louisa (1872–1938) und Constance Blanche (1875–1939).
Beim Tod seines Vaters im Jahre 1872 erbte George Osborne den Titel dessen Adelstitel Duke of Leeds, nebst nachgeordneten Titeln und dem damit verbundenen Sitz im House of Lords. Er starb 1895 im Alter von 67 Jahren. Sein Sohn George Godolphin Osborne folgte ihm als 10. Duke of Leeds.